# Медова земля
«Медова земля» (мак. Медена земја) — македонський документальний фільм режисерів Тамари Котевські та Любомира Стефанова. 
Світова прем'єра відбулася на фестивалі «Санденс» 28 січня 2019 року, а 26 липня 2019 року в США відбувся кінотеатральний реліз.

## Сюжет
У фільмі зображена історія життя пасічниці Хатідзе Муратової у віддаленому гірському селі Бекірлія у Північній Македонії, її щоденна праця та зміни, що відбулися в селищі після прибуття родини кочовиків у сусідній будинок.

## Зйомки
Спочатку він був задуманий як документальний короткометражний фільм, що підтримувався урядом про цей регіон, оточений рікою Брегалниця у центральній частині країни, проте, у підсумку фільм концентрує свою увагу на історії конкретної людини. Зйомки тривали три роки, режисерами було знято чотириста годин матеріалу. У документальному фільмі розглядаються й декілька екологічних тем, такі як: зміна клімату, втрата біорізноманітності й експлуатація природних ресурсів.

## Нагороди
Кращий фільм року за версією The New York Times. 
Він отримав дві номінації на «Оскар» — як кращий документальний фільм і кращий фільм іноземною мовою, що робить його першим фільмом, який отримав номінацію в двох категоріях і другим македонським номінантом після картини Мілчо Манчевського «Перед дощем».